# Фінал WTA 2015
WTA фінал 2015 — жіночий тенісний турнір, що відбувся в Сінгапурі з 25 жовтня до 1 листопада 2015 року. Це був 45-й за ліком підсумковий турнір сезону в одиночному розряді і 40-й - у парному. 8 гравчинь в одиночному розряді й 8 пар змагалися на Singapore Indoor Stadium.

## Призовий фонд і очки
Сумарний призовий фонд турніру BNP Paribas 2015 WTA Finals становив 7 млн доларів США.
| Етап                                  | Одиночний розряд                                        | Парний розряд                                         | Очки     |
| ------------------------------------- | ------------------------------------------------------- | ----------------------------------------------------- | -------- |
| Чемпіонки                             | RR1 + $1,750,000                                        | RR + $350,000                                         | RR + 810 |
| Суперниці у фіналі                    | RR + $590,000                                           | RR + $110,000                                         | RR + 360 |
| Півфіналістки                         | RR + $40,000                                            | RR + $7,500                                           | RR       |
| За перемогу в матчі кругового турніру | +$153,000                                               | +$25,000                                              | +230     |
| За участь у матчі кругового турніру   | Н/Д                                                     | Н/Д                                                   | +70      |
| Нагорода за участь                    | 3 матчі = $151,000 2 матчі = $130,000 1 матч = $110,000 | 3 матчі = $75,000 2 матчі = $60,000 1 матч = $50,000  | Н/Д      |
| Нагорода запасній                     | 2 матчі = $109,000 1 матч = $89,000 0 матчів = $68,000  | 2 матчі = $50,500 1 матч = $35,000 0 матчів = $25,000 | Н/Д      |

- 1 RR означає грошовий приз чи очки здобуті на етапі кругового турніру.

## Гравчині, що кваліфікувалися

### Одиночний розряд
| #   | Гравчині           | Очки  | Турнірів | Коли кваліфікувалася |
| --- | ------------------ | ----- | -------- | -------------------- |
| тра | Серена Вільямс     | 9,945 | 14       | 6 липня              |
| 1   | Сімона Халеп       | 5,790 | 17       | 4 вересня            |
| 2   | Гарбінє Мугуруса   | 4,511 | 19       | 8 жовтня             |
| 3   | Марія Шарапова     | 4,322 | 16       | 10 вересня           |
| 4   | Петра Квітова      | 3,491 | 18       | 14 жовтня            |
| 5   | Агнешка Радванська | 3,425 | 23       | 18 жовтня            |
| 6   | Анджелік Кербер    | 3,400 | 24       | 21 жовтня            |
| 7   | Флавія Пеннетта    | 3,252 | 19       | 21 жовтня            |
| 8   | Луціє Шафарова     | 3,221 | 21       | 22 жовтня            |

### Парний розряд
| #   | Гравчині                                          | Очки  | Турнірів | Коли кваліфікувалися |
| --- | ------------------------------------------------- | ----- | -------- | -------------------- |
| 1   | Мартіна Хінгіс (SUI) Саня Мірза (IND)             | 5,886 | 12       | 14 липня             |
| 2   | Бетані Маттек-Сендс (USA) Луціє Шафарова (CZE)    | 5,490 | 8        | 16 серпня            |
| тра | Кейсі Деллаква (AUS) Ярослава Шведова (KAZ)       | 4,721 | 7        | 15 вересня           |
| тра | Катерина Макарова (RUS) Олена Весніна (RUS)       | 4,586 | 10       | 15 вересня           |
| 3   | Тімеа Бабош (HUN) Крістіна Младенович (FRA)       | 4,235 | 17       | 5 жовтня             |
| 4   | Катарина Среботнік (SLO) Каролін Гарсія (FRA)     | 3,705 | 18       | 9 жовтня             |
| 5   | Чжань Хаоцін (TPE) Чжань Юнжань (TPE)             | 3,705 | 13       | 10 жовтня            |
| 6   | Ракель Копс-Джонс (USA) Абігейл Спірс (USA)       | 3,280 | 19       | 17 жовтня            |
| 7   | Андреа Главачкова (CZE) Луціє Градецька (CZE)     | 3,130 | 17       | 20 жовтня            |
| 8   | Гарбінє Мугуруса (ESP) Карла Суарес Наварро (ESP) | 3,100 | 13       | 22 жовтня            |

## Шлях до Сінгапуру

### Одиночний розряд
- Гравчині на  золотому  тлі кваліфікувалися на турнір.
- Гравчині на  брунатному  тлі кваліфікувалися чи мали право бути запасними, але відмовилися від участі.
- Блакитним  показано запасних гравчинь.

| AUS                           | FRA                  | WIM       | USO       | INW       | MIA       | MAD      | BEI      | 1        | 2        | 1        | 2        | 3        | 4        | 5        | 6        |          |         |      |    |   |
| Кваліфікувалися до фіналу WTA |                      |           |           |           |           |          |          |          |          |          |          |          |          |          |          |          |         |      |    |   |
| 1                             | Серена Вільямс       | П 2000    | П 2000    | П 2000    | ПФ 780    | ПФ 390   | П 1000   | ПФ 390   | A 0      | П 900    | ПФ 350   | 1/8Ф 105 | 1/8Ф 30  |          |          |          |         | 9945 | 14 | 5 |
| 2                             | Сімона Халеп         | ЧФ 430    | 1/32Ф 70  | 1/64Ф 10  | ПФ 780    | П 1000   | ПФ 390   | 1/32Ф 10 | 1/32Ф 10 | П 900    | Ф 585    | Ф 585    | ПФ 350   | П 280    | ПФ 185   | 1/8Ф 105 | ЧФ 100  | 5790 | 17 | 3 |
| 3                             | Гарбінє Мугуруса     | 1/8Ф 240  | ЧФ 430    | Ф 1300    | 1/32Ф 70  | 1/16Ф 65 | 1/16Ф 65 | 1/16Ф 65 | П 1000   | Ф 585    | ПФ 350   | ЧФ 100   | ЧФ 100   | 1/8Ф 55  | 1/8Ф 55  | 1/8Ф 30  | 1/16Ф 1 | 4511 | 19 | 1 |
| 4                             | Марія Шарапова       | Ф 1300    | 1/8Ф 240  | ПФ 780    | A 0       | 1/8Ф 120 | 1/32Ф 10 | ПФ 390   | A 0      | П 900    | 1/16Ф 1  | П 470    | ПФ 110   | 1/8Ф 1   |          |          |         | 4322 | 16 | 2 |
| 5                             | Петра Квітова        | 1/16Ф 130 | 1/8Ф 240  | 1/16Ф 130 | ЧФ 430    | 1/16Ф 1† | 1/16Ф 1† | П 1000   | 1/32Ф 10 | ЧФ 190   | 1/8Ф 105 | П 470    | П 470    | ПФ 110   | 1/8Ф 105 | ЧФ 100   | 1/16Ф 1 | 3491 | 18 | 3 |
| 6                             | Агнешка Радванська   | 1/8Ф 240  | 1/64Ф 10  | ПФ 780    | 1/16Ф 130 | 1/16Ф 65 | 1/8Ф 120 | 1/8Ф 120 | ПФ 390   | ЧФ 190   | 1/8Ф 105 | П 470    | Ф 305    | П 280    | ПФ 110   | ПФ 110   |         | 3425 | 23 | 2 |
| 7                             | Анджелік Кербер      | 1/64Ф 10  | 1/16Ф 130 | 1/16Ф 130 | 1/16Ф 130 | 1/32Ф 10 | 1/16Ф 65 | 1/32Ф 10 | ЧФ 215   | ПФ 350   | 1/8Ф 105 | П 470    | П 470    | П 470    | П 470    | ПФ 185   | Ф 180   | 3400 | 24 | 4 |
| 8                             | Флавія Пеннетта      | 1/64Ф 10  | 1/8Ф 240  | 1/64Ф 10  | П 2000    | ЧФ 215   | 1/8Ф 120 | 1/32Ф 10 | 1/8Ф 120 | ЧФ 190   | 1/16Ф 60 | ЧФ 100   | 1/16Ф 60 | ЧФ 60    | 1/8Ф 55  | 1/32Ф 1  | 1/16Ф 1 | 3252 | 19 | 1 |
| 9                             | Луціє Шафарова       | 1/64Ф 10  | Ф 1300    | 1/8Ф 240  | 1/64Ф 10  | 1/16Ф 65 | 1/32Ф 10 | ЧФ 215   | 1/16Ф 1† | ЧФ 190   | ЧФ 190   | П 470    | Ф 305    | ЧФ 100   | 1/16Ф 60 | 1/8Ф 55  | 1/16Ф 1 | 3221 | 21 | 1 |
| Запасні у фіналі WTA          |                      |           |           |           |           |          |          |          |          |          |          |          |          |          |          |          |         |      |    |   |
| 10                            | Тімеа Бачинскі       | 1/16Ф 130 | ПФ 780    | ЧФ 430    | 1/64Ф 10  | ЧФ 215   | A 0      | 1/32Ф 10 | Ф 650    | 1/8Ф 105 | 1/32Ф 1  | П 280    | П 280    | Ф 180    | ЧФ 60    | 1/32Ф 1  | 1/16Ф 1 | 3133 | 16 | 2 |
| 11                            | Вінус Вільямс        | ЧФ 430    | 1/64Ф 10  | 1/8Ф 240  | ЧФ 430    | A 0      | ЧФ 215   | 1/32Ф 10 | 1/16Ф 10 | П 900    | 1/8Ф 105 | П 280    | ПФ 185   | ПФ 110   | 1/8Ф 105 | 1/16Ф 60 | 1/32Ф 1 | 3091 | 17 | 2 |
| 12                            | Карла Суарес Наварро | 1/64Ф 10  | 1/16Ф 130 | 1/64Ф 10  | 1/64Ф 10  | ЧФ 215   | Ф 650    | ЧФ 215   | 1/8Ф 120 | Ф 585    | ЧФ 190   | Ф 305    | ПФ 185   | 1/8Ф 105 | ЧФ 100   | ЧФ 100   | ЧФ 100  | 3030 | 24 | 0 |

### Парний розряд
- Пари на  золотому  тлі кваліфікувалися на турнір.
- Пари на  брунатному  тлі кваліфікувалися, але відмовилися від участі.

| Місце                         | Спортсменки                                        | Очки                          | Очки                          | Очки                          | Очки                          | Очки                          | Очки                          | Очки                          | Очки                          | Очки                          | Очки                          | Очки                          | Загалом очок                  | Турнірів                      | Титулів                       |                               |
| Місце                         | Спортсменки                                        | 1                             | 2                             | 3                             | 4                             | 5                             | 6                             | 7                             | 8                             | 9                             | 10                            | 11                            | Загалом очок                  | Турнірів                      | Титулів                       |                               |
| Кваліфікувалися до фіналу WTA | Кваліфікувалися до фіналу WTA                      | Кваліфікувалися до фіналу WTA | Кваліфікувалися до фіналу WTA | Кваліфікувалися до фіналу WTA | Кваліфікувалися до фіналу WTA | Кваліфікувалися до фіналу WTA | Кваліфікувалися до фіналу WTA | Кваліфікувалися до фіналу WTA | Кваліфікувалися до фіналу WTA | Кваліфікувалися до фіналу WTA | Кваліфікувалися до фіналу WTA | Кваліфікувалися до фіналу WTA | Кваліфікувалися до фіналу WTA | Кваліфікувалися до фіналу WTA | Кваліфікувалися до фіналу WTA | Кваліфікувалися до фіналу WTA |
| ----------------------------- | -------------------------------------------------- | ----------------------------- | ----------------------------- | ----------------------------- | ----------------------------- | ----------------------------- | ----------------------------- | ----------------------------- | ----------------------------- | ----------------------------- | ----------------------------- | ----------------------------- | ----------------------------- | ----------------------------- | ----------------------------- | ----------------------------- |
| 1                             | Мартіна Хінгіс (SUI) Саня Мірза (IND)              | П 2000                        | П 2000                        | П 1000                        | П 1000                        | П 1000                        | П 900                         | Ф 585                         | П 470                         | ЧФ 430                        | ПФ 350                        | ПФ 350                        | 10,085                        | 15                            | 8                             |                               |
| 2                             | Бетані Маттек-Сендс (USA) Луціє Шафарова (CZE)     | П 2000                        | П 2000                        | П 900                         | П 470                         | ЧФ 430                        | ПФ 390                        | ЧФ 190                        | 1/16Ф 10                      |                               |                               |                               | 6,390                         | 8                             | 4                             |                               |
| 3                             | Кейсі Деллаква (AUS) Ярослава Шведова (KAZ)        | Ф 1300                        | Ф 1300                        | П 1000                        | Ф 585                         | ЧФ 430                        | ПФ 390                        | 1/8Ф 105                      | 1/16Ф 1                       |                               |                               |                               | 5,111                         | 8                             | 1                             |                               |
| 4                             | Катерина Макарова (RUS) Олена Весніна (RUS)        | Ф 1300                        | ПФ 780                        | Ф 650                         | Ф 650                         | ЧФ 430                        | ЧФ 215                        | ЧФ 190                        | ПФ 185                        | ПФ 185                        | 1/16Ф 1                       |                               | 4,586                         | 10                            | 0                             |                               |
| 5                             | Тімеа Бабош (HUN) Крістіна Младенович (FRA)        | П 900                         | П 900                         | ПФ 780                        | ПФ 390                        | П 280                         | 1/8Ф 240                      | ЧФ 215                        | ЧФ 190                        | ПФ 185                        | 1/16Ф 130                     | 1/16Ф 130                     | 4,340                         | 18                            | 3                             |                               |
| 6                             | Каролін Гарсія (FRA) Катарина Среботнік (SLO)      | Ф 585                         | П 470                         | ЧФ 430                        | ПФ 350                        | ПФ 350                        | Ф 305                         | Ф 305                         | 1/8Ф 240                      | 1/8Ф 240                      | ЧФ 215                        | ЧФ 215                        | 3,705                         | 18                            | 1                             |                               |
| 7                             | Чжань Хаоцін (TPE) Чжань Юнжань (TPE)              | П 900                         | Ф 650                         | ЧФ 430                        | ПФ 350                        | Ф 305                         | П 280                         | П 280                         | ЧФ 190                        | П 160                         | ЧФ 100                        | ЧФ 60                         | 3,705                         | 13                            | 4                             |                               |
| 8                             | Ракель Копс-Джонс (USA) Абігейл Спірс (USA)        | ПФ 780                        | П 470                         | ЧФ 430                        | Ф 305                         | П 280                         | П 280                         | 1/8Ф 240                      | ЧФ 190                        | ПФ 185                        | 1/8Ф 120                      | ЧФ 100                        | 3,380                         | 19                            | 3                             |                               |
| 9                             | Андреа Главачкова (CZE) Луціє Градецька (CZE)      | ПФ 780                        | ПФ 390                        | ПФ 350                        | Ф 305                         | 1/8Ф 240                      | ЧФ 215                        | Ф 180                         | Ф 180                         | 1/16Ф 130                     | 1/16Ф 130                     | 1/8Ф 120                      | 3,130                         | 17                            | 0                             |                               |
| 10                            | Карла Суарес Наварро (ESP) Гарбінє Мугуруса (ESP)  | Ф 650                         | Ф 585                         | П 470                         | П 470                         | ЧФ 190                        | 1/16Ф 130                     | 1/16Ф 130                     | 1/16Ф 130                     | 1/8Ф 120                      | 1/8Ф 120                      | 1/8Ф 105                      | 3,100                         | 13                            | 2                             |                               |
| Запасні у фіналі WTA          |                                                    |                               |                               |                               |                               |                               |                               |                               |                               |                               |                               |                               |                               |                               |                               |                               |
| 11                            | Алла Кудрявцева (RUS) Анастасія Павлюченкова (RUS) | ЧФ 430                        | ПФ 350                        | ПФ 350                        | 1/8Ф 240                      | 1/8Ф 240                      | ПФ 185                        | 1/16Ф 130                     | 1/8Ф 120                      | 1/8Ф 120                      | 1/8Ф 120                      | 1/8Ф 120                      | 2,405                         | 14                            | 0                             |                               |

## Переможниці та фіналістки

### Турнір
Одиночний розряд
- Агнешка Радванська —  Петра Квітова 6–2, 4–6, 6–3.

Парний розряд
- Мартіна Хінгіс /  Саня Мірза —  Гарбінє Мугуруса /  Карла Суарес Наварро 6–0, 6–3.

### Виставкові матчі
Майбутні зірки
- Наомі Осака —  Каролін Гарсія, 3–5, 5–4(8–6), 4–1.

Легенди
- Чемпіонка:  Мартіна Навратілова
- Фіналістка:  Аранча Санчес Вікаріо